# واکنشگر نایستد
واکنشگر نایستد (به انگلیسی: Nysted reagent) با فرمول شیمیایی C6H12Br2OZn3 یک ترکیب شیمیایی است. که جرم مولی آن ۴۵۶٫۱۴ گرم بر مول می‌باشد. 